# 道の駅木更津 うまくたの里
道の駅木更津 うまくたの里（みちのえき きさらづ うまくたのさと）は、千葉県木更津市にある国道410号の道の駅である。

## 施設
- 駐車場 99台
- トイレ 18器
- 農林水産物・加工品等物販施設
- 飲食施設　のうえんカフェレストラン ＆TREE 営業時間 11:00 - 17:00
- 情報発信・観光案内センター
- 地域コミュニティスペース
- 交流・イベント広場

## 周辺
- 首都圏中央連絡自動車道（圏央道） 木更津東IC
- JR久留里線 下郡駅